# Aeroportul Zhangye Ganzhou
Aeroportul Zhangye Ganzhou (IATA: YZY, ICAO: ZLZY) este un aeroport din Ganzhou District⁠(d), Zhangye⁠(d), Gansu, Republica Populară Chineză ce deservește zona Zhangye⁠(d). Aeroportul a fost tranzitat în 2022 de 143.306 pasageri. A fost deschis în 1 noiembrie 2011 și numit după zona deservită.
aeroportul dispune de o singură pistă.